# Judith Leyster
Judith Jans Leyster, também conhecida como Leijster (Haarlem, 28 de julho de 1609 - 10 de fevereiro de 1660), foi uma pintora neerlandesa que viveu no Século de Ouro dos Países Baixos.

## Vida
Leyster nasceu em Haarlem, oitava filha de Jan Willemsz Leyster, um cervejeiro e tecelão local. Enquanto os detalhes de seu treinamento são incertos, na sua adolescência ela foi sabidamente mencionada em um livro neerlandês de Samuel Ampzing intitulado "Beschrijvinge ende lof der stadt Haerlem", originalmente escrito em 1621, revisado em 1626-27 e publicado em 1628.

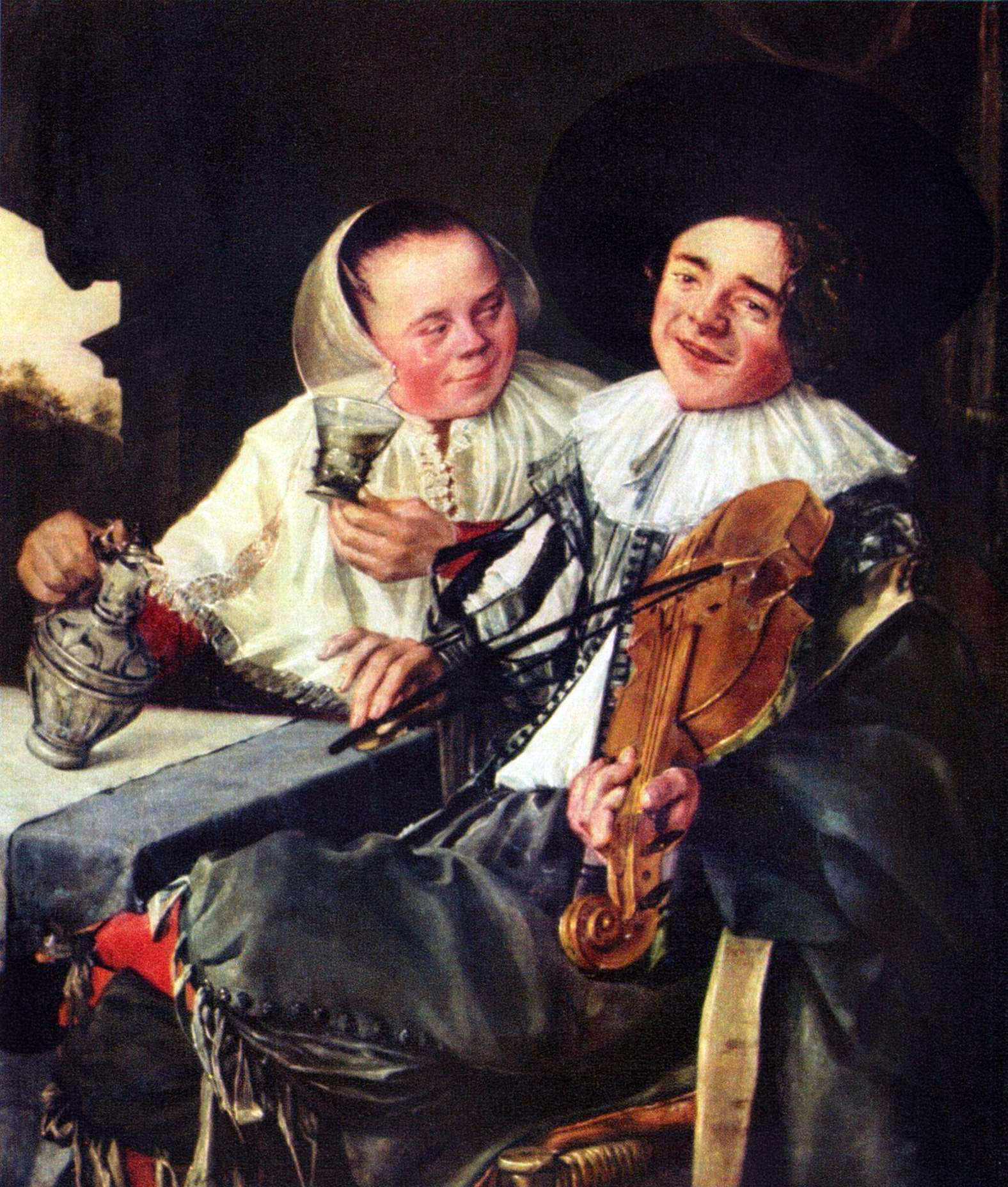
O Casal Feliz, 1630 (Museu do Louvre)

Aprendeu a pintar pelos ensinamentos de Frans Pietersz de Grebber, que estava oferecendo uma respeitada oficina em Haarlem na década de 1620. Seu primeiro trabalho assinado data de 1629, quatro anos antes de entrar na guilda de artistas local. Em 1633, ela era um membro da Guilda de São Lucas da cidade de Haarlem, a segunda mulher a se registrar nela, precedida somente por Sara van Baalbergen que, em 1631, entrou para a guilda apesar de não ser de uma família estabelecida de artistas. 
Havia mais mulheres ativas naquela época como pintoras em Haarlem, mas já que trabalhavam em oficinas familiares, não tinham as qualificações profissionais necessárias para assinar trabalhos ou oferecer seus próprios cursos. O exemplo mais notável disto na vida de Leyster é Maria de Grebber, irmã de Pieter de Gebber, 7 anos mais velha do que Leyster e uma pupila de seu pai. Com dois anos de sua entrada na guilda, Leyster tinha pego para si três aprendizes homens. Registros mostram que Leyster processou Frans Hals por roubar um de seus estudantes que havia deixado sua oficina pela de Hals somente três dias após a chegada dele. A mãe do estudante pagou a Leyster quatro florins por danos punitivos, somente metade do que a pintora pediu ao fazer o processo e, ao invés de retornar a seu aprendiz, Hals encerrou o caso pagando uma multa de 3 florins. Leyster foi também multada por não te registrado o aprendiz com a guilda.
Em 1636 casou-se com Jan Miense Molenaer, um artista mais prolífico, embora menos talentoso, de assuntos similares aos seus. Na esperança de ter melhores resultados econômicos, mudaram-se para Amsterdã, onde o mercado da arte estava muito mais estável. Ficaram na cidade por onze anos, tiveram cinco filhos, somente dois dos quais sobreviveram até a idade adulta. Eventualmente mudaram-se para Heemstede onde, em 1660, Leyster morreu aos 50 anos de idade. Na cidade ela dividia com o marido um ateliê em uma pequena casa que não mais existe, mas se localizava no que hoje é o Parque Groenendaal.
A maioria dos trabalhos datados de Leyster são de 1629-1635, o que coincide com o período em que ela teve seus filhos. Há somente duas obras que foram pintadas depois de 1635: duas ilustrações em um livro sobre tulipas de 1643 e um retrato de 1652. Somente uma dúzia de trabalhos são atribuídos a ela.
Apesar de bastante conhecida durante sua vida e estimada pelos seus contemporâneos, Leyster e seu trabalho foram largamente esquecidos depois de sua morte. A redescoberta de suas obras veio em 1893. O Museu do Louvre, da cidade francesa de Paris, comprou um quadro de Frans Hals e descobriu, posteriormente, que tratava-se na verdade de uma pintura de Judith. Um vendedor teria trocado o monograma de Leyster pelo de seu marido.

## Relação com Frans Hals
Retirando-se o processo mencionado acima, a relação profissional de Leyster com Hals é confusa. Ela pode ter sido sua estudante ou mesmo uma colega amigável. Poderia também ter sido uma testemunha no batismo da filha de Hals, Maria, no começo da década de 1630, como consta "Judith Jans" nos registros, embora tenham havido outras de mesmo nome na cidade. Não há documentação que evidencie a tutela de Frans Hals sobre a pintora, apesar da maioria do trabalho dela, como o Merry Drinker, de 1629 (agora no Museu Nacional de Amsterdã) ser fortemente semelhante ao Jolly Drinker de Hals (1627-28) (também em Amsterdã). Alguns historiadores têm afirmado que Hals deve ter sido o professor de Leyster devido à similaridade de seus trabalhos.

## Obra
Judith foi uma das três mais importantes artistas mulheres na Era de Ouro da pintura dos Países Baixos. As outras duas, Rachel Ruysch e Maria van Oosterwijk, especializaram-se em [flor]]es e naturezas-mortas enquanto Leyster pintava gêneros, alguns retratos e uma única natureza-morta. O número de trabalhos que sobrevivem até hoje atribuídos a Judith varia entre menos de 20 e aproximadamente 35. Ela desistiu completamente da pintura depois de seu casamento, que produziu cinco filhos.
A pintora assinava seus trabalhos como "Judita Leystar", frequentemente com um monograma com suas iniciais "JL" e uma estrela anexa. Isto era um jogo de palavras: "Lei-star" significa "estrela líder" em neerlandês, que é o nome comum para a estrela do norte, então utilizada pelos oficiais da marinha do país. Leyster foi particularmente pioneira nas suas cenas domésticas de pintura de gênero. Nestas, criava cenas calmas de mulheres em suas casas, que não era um tema popular na Holanda até a década de 1650. Grande parte de seus outros trabalhos era similar a muitos de seus contemporâneos, como Hals, Jan Steen, Hendrick ter Brugghen e Gerard van Honthorst. Seus gêneros de pintura, geralmente de tavernas e outras cenas de entretenimento, apelava aos gostos e interesses de um segmento crescente da classe média neerlandesa.

## Galeria

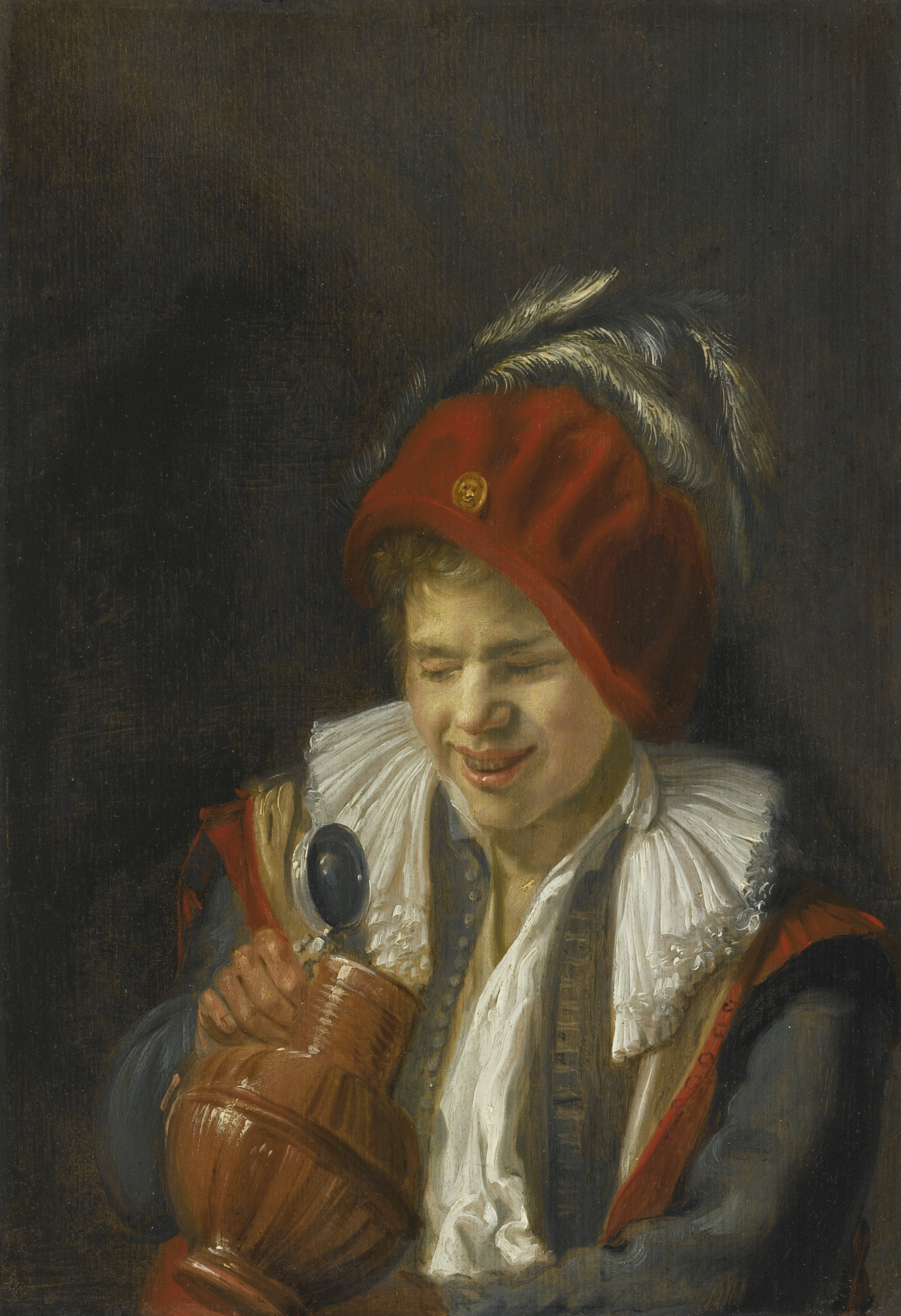
Jovem com um jarro
Retrato de um homem
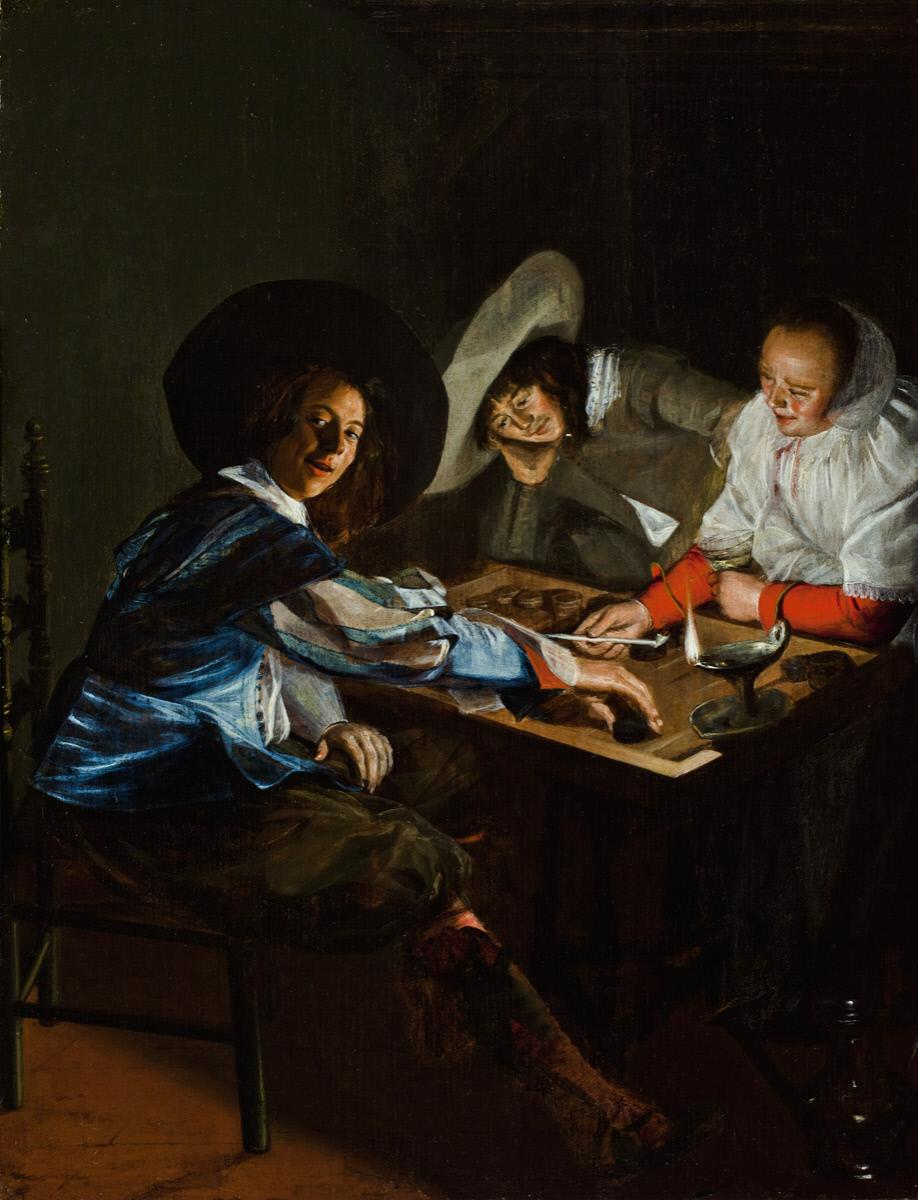
Um jogo de tric-trac
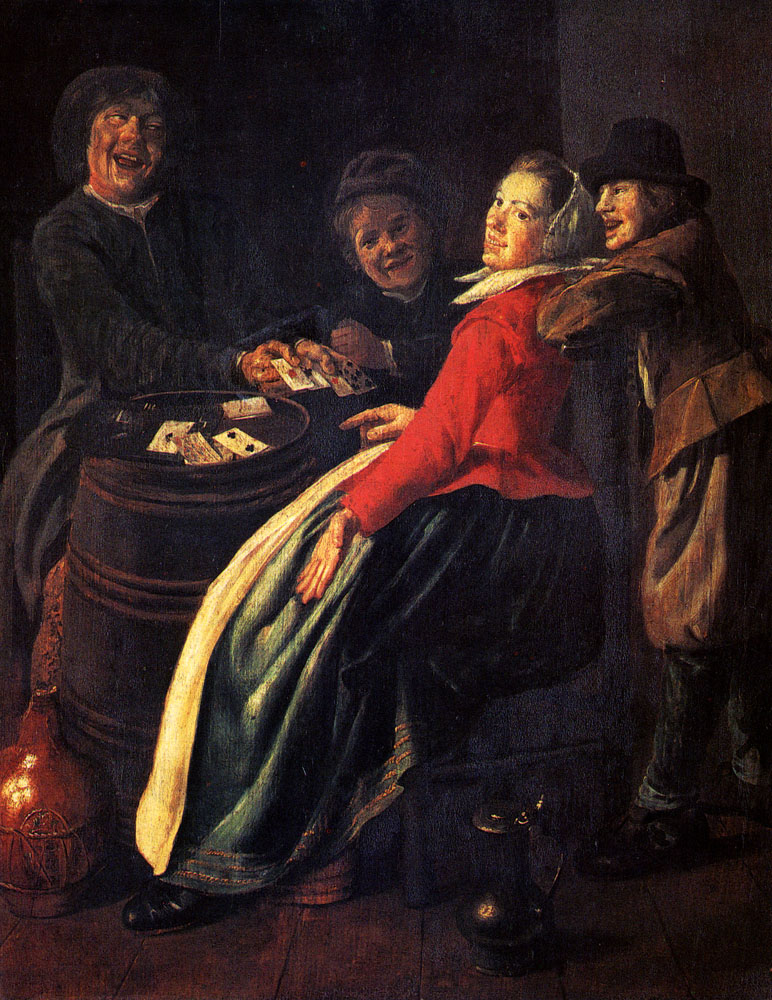
Um jogo de cartas
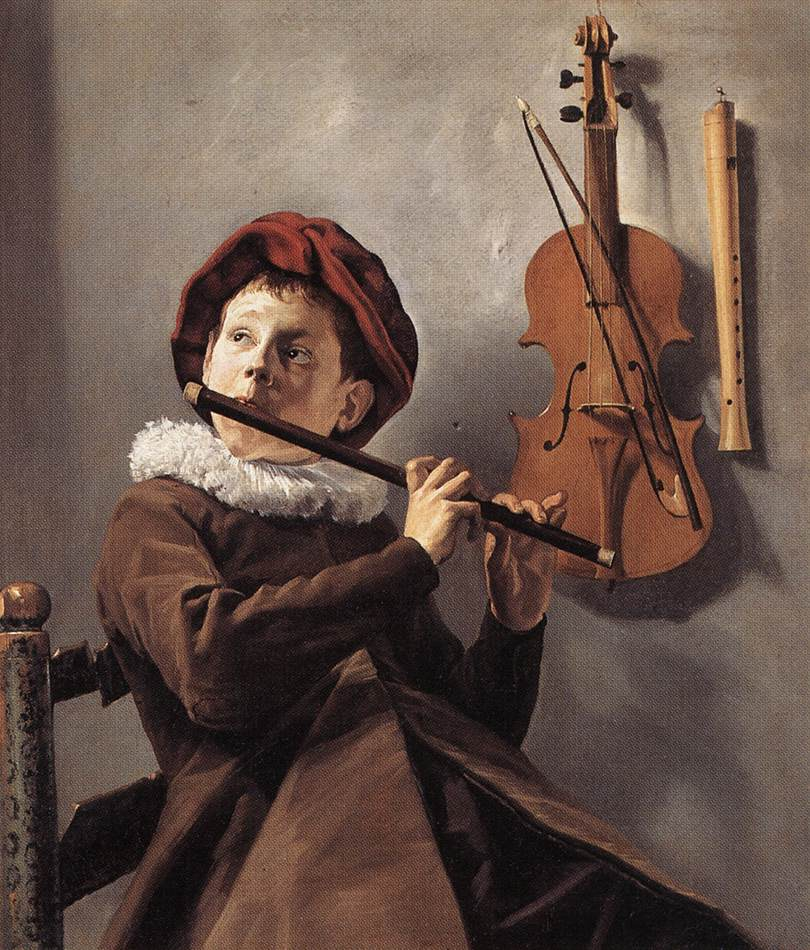
Jovem tocador de flauta
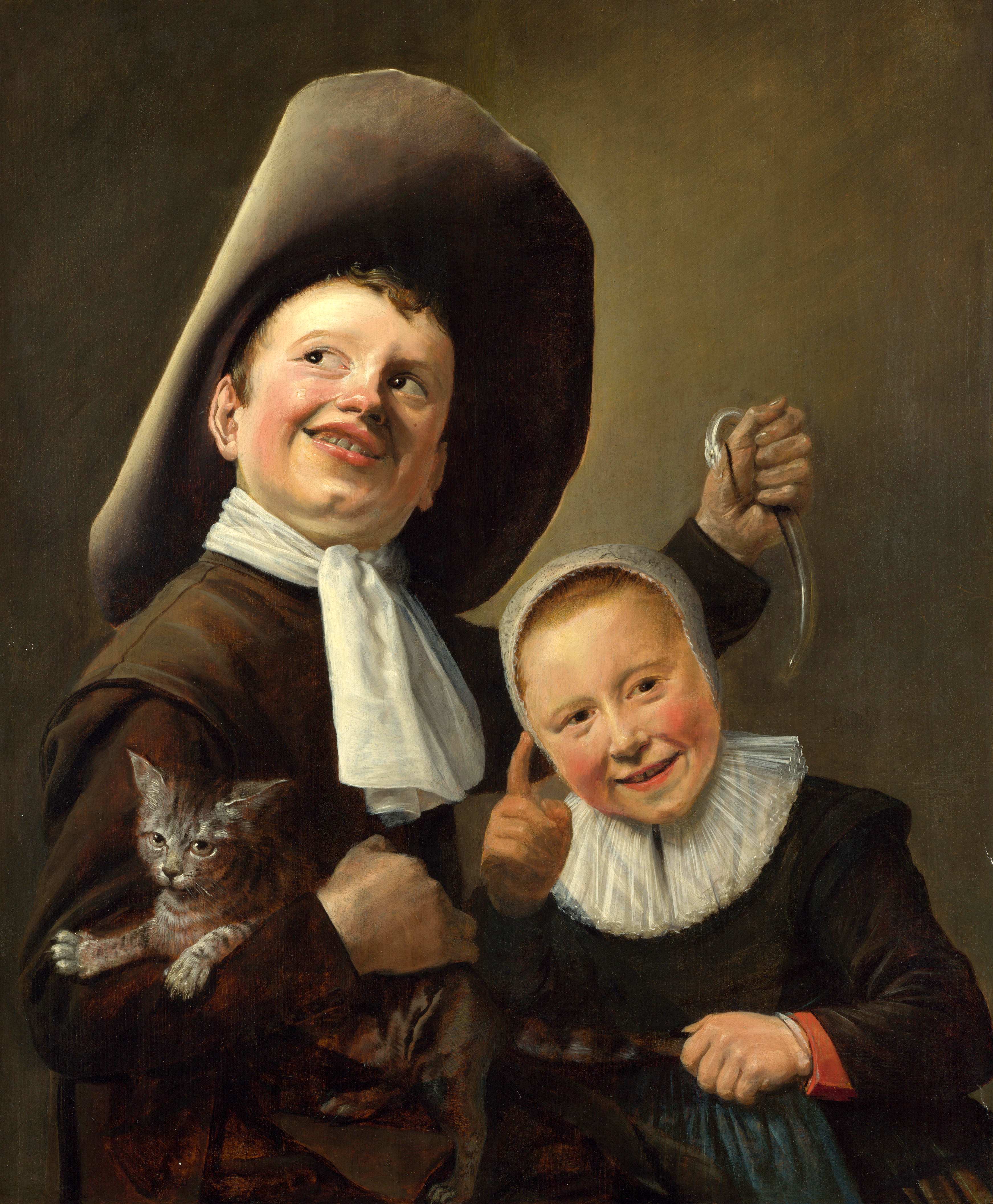
Garoto com uma garota com um gato e uma enguia
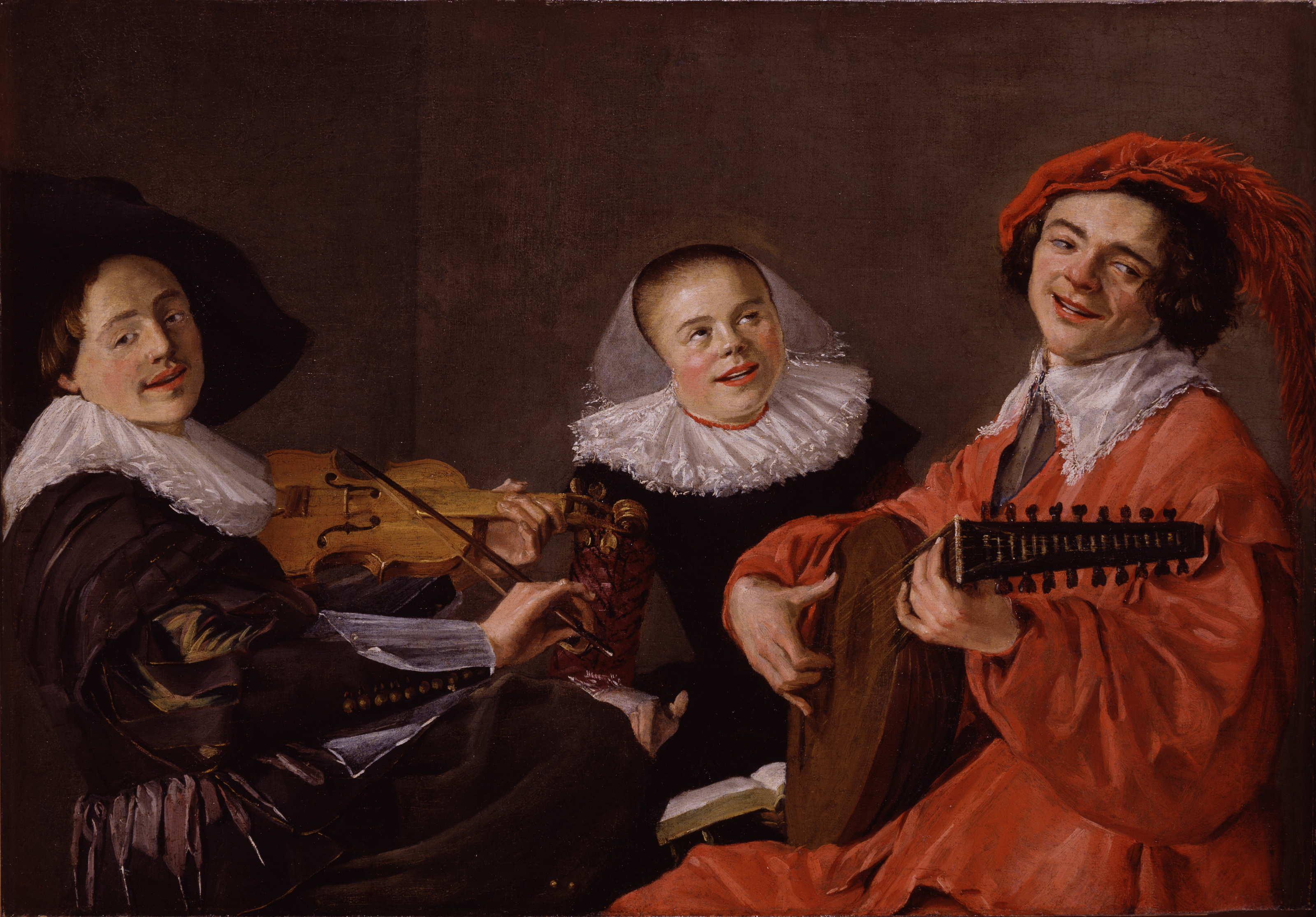
O Concerto (1631-33)
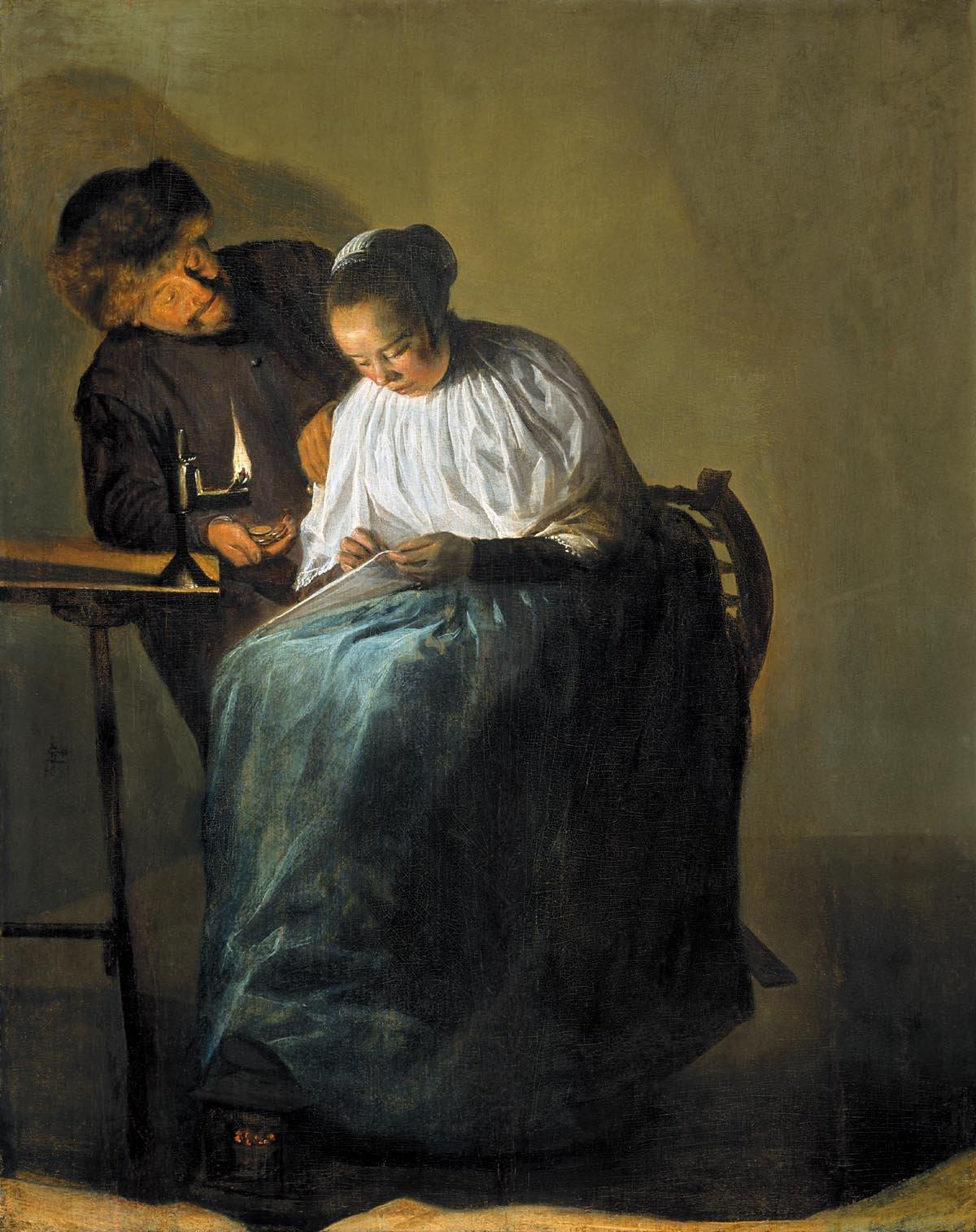
Homem oferecendo dinheiro para uma jovem mulher (1631)
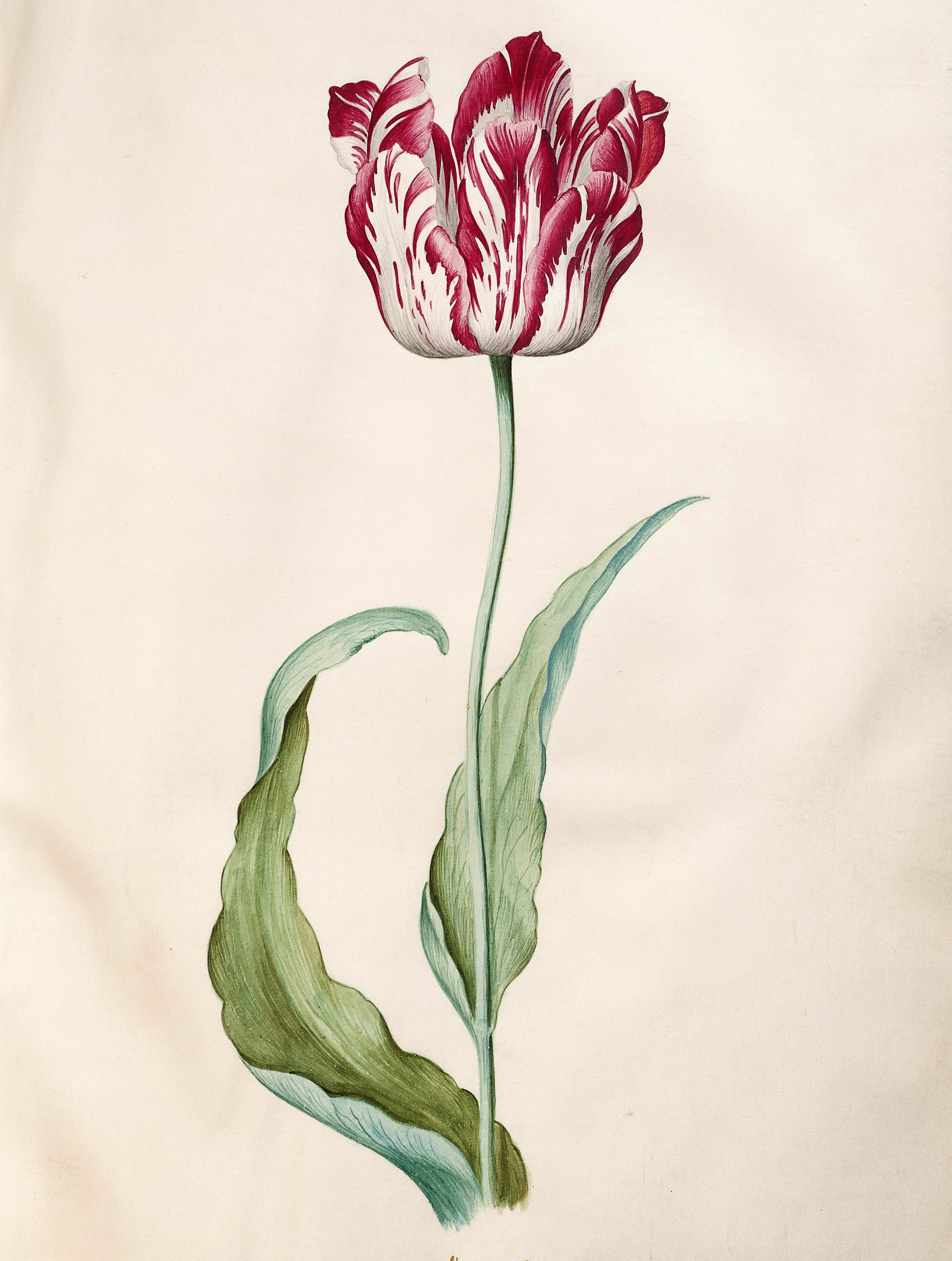
Do livro de tulipas (1643)
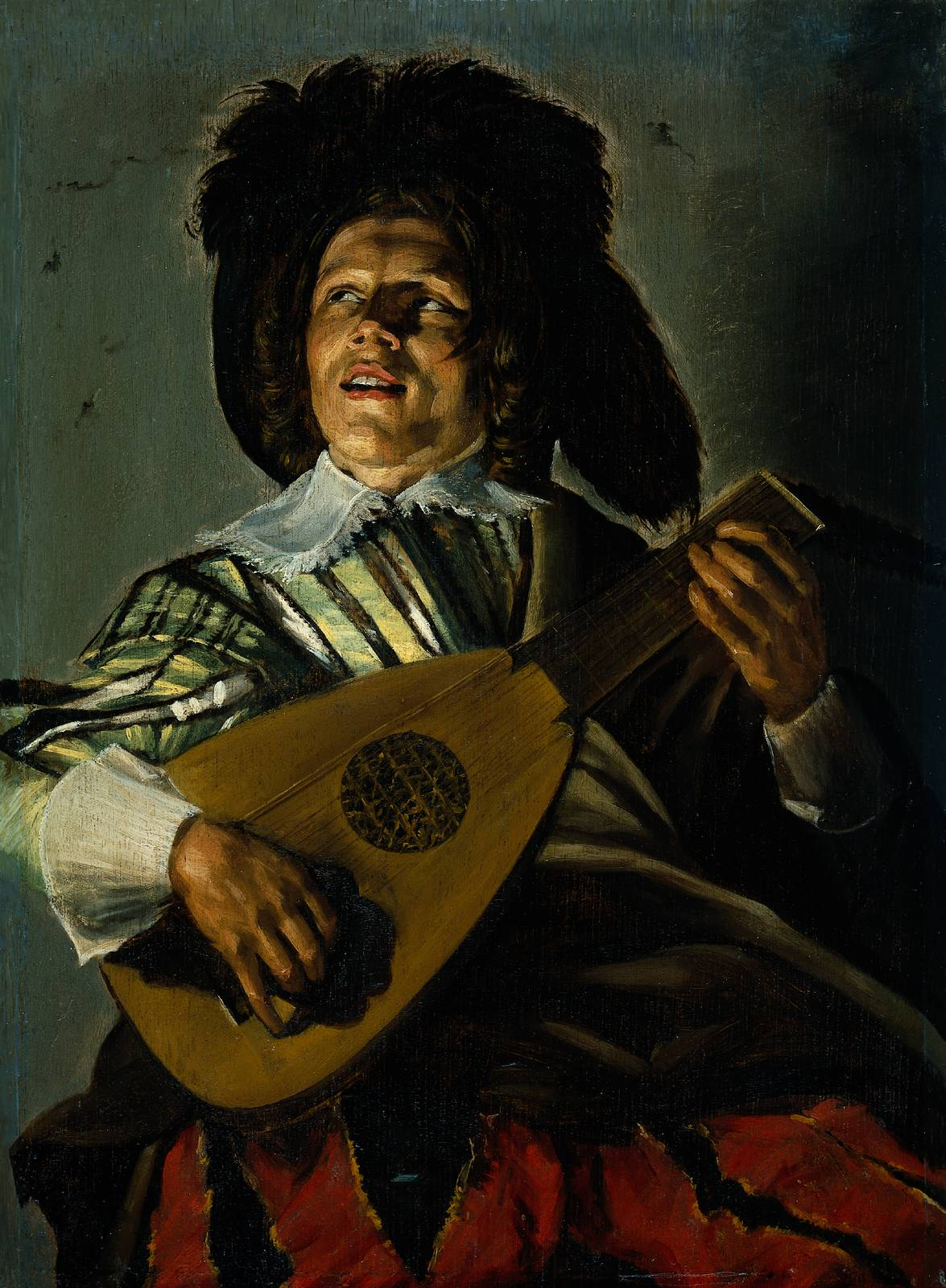
Serenata, 1629